# 北広島市立大曲東小学校
北広島市立大曲東小学校（きたひろしましりつ おおまがりひがししょうがっこう）は、北海道北広島市大曲光2丁目に所在する公立小学校。
北広島市立大曲小学校の児童増加により、1992年に開校した。
北広島市と姉妹都市でもある東広島市の東広島市立西志和小学校・東広島市立高屋東小学校の2校と姉妹校締結したことにより、子供大使交流が盛んである。

## 沿革
- 1992年 - 北広島市立大曲東小学校が開校。校歌、校章制定。
- 2000年 - 校舎増築工事完成。

## 教育目標
- 心ゆたかに未来をひらく東小の子

## 通学区域
- 大曲（大曲小学校の通学区域を除く）
- 大曲末広1 - 4丁目
- 西の里（国有林）
- 大曲光
- 大曲緑ヶ丘
- 大曲並木

## 進学先中学校
- 北広島市立大曲中学校

## 著名な出身者
- 鈴木大和（野球選手）